# Leptotyphlops conjunctus
Leptotyphlops conjunctus este o specie de șerpi din genul Leptotyphlops, familia Leptotyphlopidae, descrisă de Jan 1861.

## Subspecii
Această specie cuprinde următoarele subspecii:
- L. c. incognitus
- L. c. latirostris
- L. c. conjunctus